# Суббота

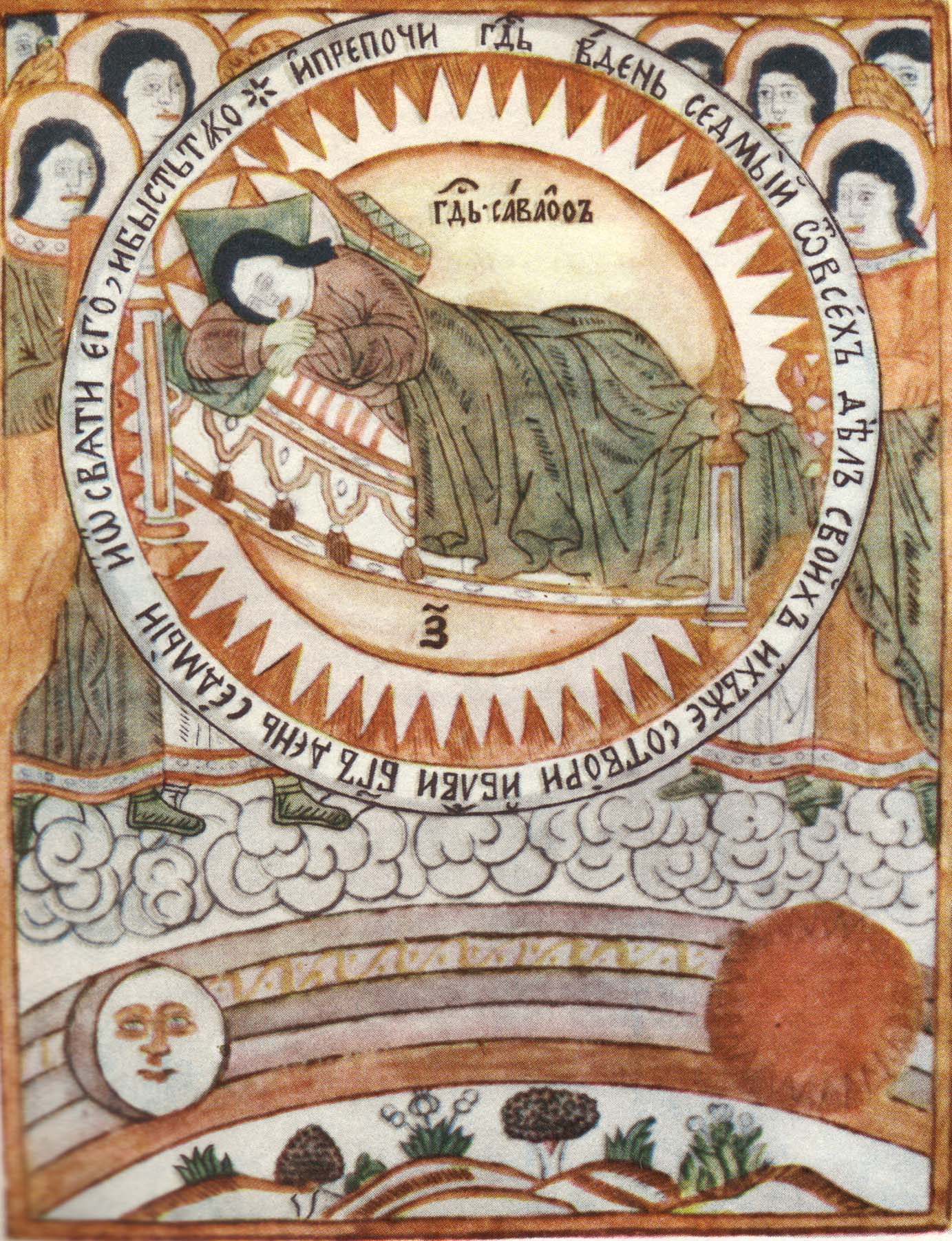
Седьмой день (суббота) недели творения, «и совершил Бог к седьмому дню дела Свои, которые Он делал, и почил в день седьмый от всех дел Своих, которые делал». Василий Корень, 1696

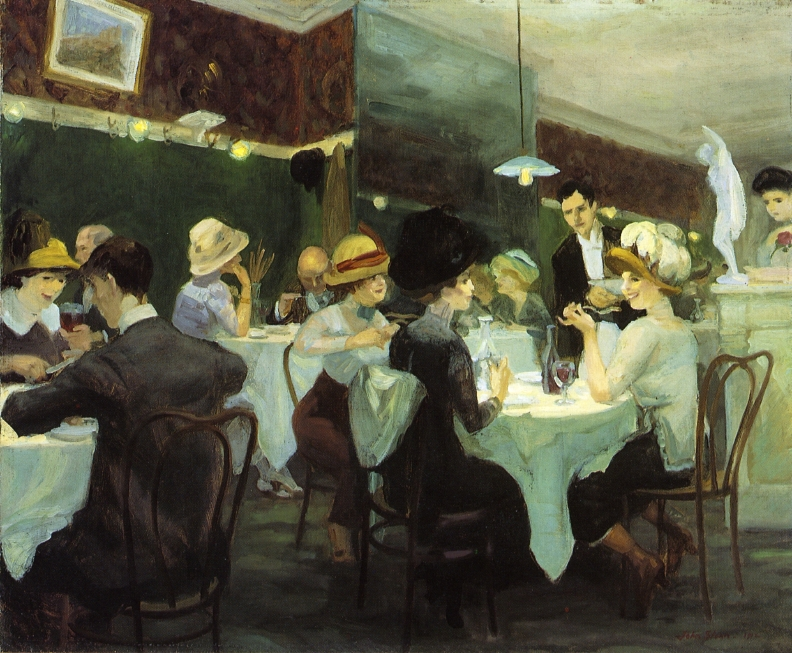
«Ренганеши» (ресторан в Нью-Йорке) субботней ночью, картина Джона Слоана, 1912

Суббо́та (через мн. ч. др.-греч. τὰ σάββατα, лат. sabbatum, от сир. ܫܒܬܐ [šabbǝtā] или др.-евр. שבת‬ [ʃəˈbaːt]) — день недели между пятницей и воскресеньем.

## Этимология

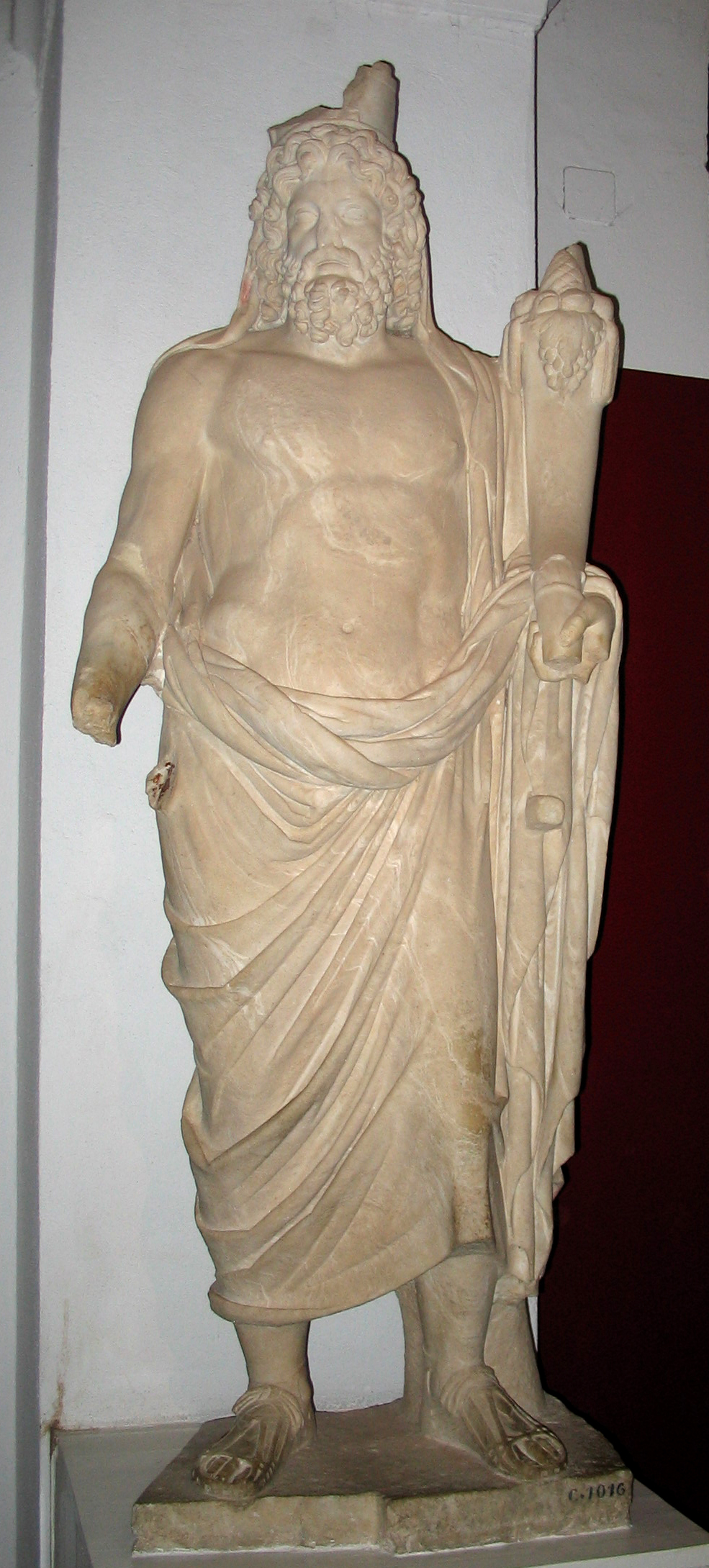
Римская статуя Сатурна, бога, от которого идёт традиция наименования субботы в честь бога времени и его планеты на части языков мира

Еврейское слово шаббат (שבת‬) традиционно (по меньшей мере, со времён Иосифа Флавия) связывается с корнем ש.ב.ת‎, связанного со значением «покоиться, прекращаться, воздерживаться». Согласно Библии (Быт. 2:2), Бог сотворил мир за шесть дней, а на седьмой прекратил все свои дела, причём понимание «дня» в этом случае бывает как буквальным, так и условным: «тысяча лет как один день» и т. п. (Пс. 89:5; 2Пет. 3:8). В иудаизме суббота — это последний, седьмой, день недели, в который Тора и Танах предписывают воздерживаться от работы и от прихотей и проводить «священное собрание» (Исх. 20:10, 31:15; Лев. 23; Ис. 56, 58:13).
Согласно современной научной точке зрения, связь названия субботы с глаголом «прекращать» является вторичной теологической трактовкой. На современном этапе считается, что название субботы было заимствовано евреями во время вавилонского плена из аккад. sebūtu («седьмой день лунного месяца») и šapattu, šabattu («пятнадцатый день лунного месяца, полнолуние»), путём контаминации этих слов.
Еврейское название для субботы через латинское или греческое посредство вместе с христианством распространилось в Римской империи и по всей Европе. От ср.-др.-греч. σάμβατον и ср.-лат. sabbatum происходит русское и все славянские названия субботы: чешский, словацкий, польский, словенский языки — sobota (из латинского); белорусский, сербский, украинский — субота (из греческого, с закономерной утратой носового согласного).
Той же традиции следуют романские языки: итальянский — sabato, французский — samedi, испанский и португальский — sábado, румынский — sâmbătă. Аналогично происхождение слова в армянском — (շաբաթ — šapʰatʿ), грузинском (შაბათი — шабати), венгерском (szombat), башкирском (шәмбе), таджикском (шанбе), татарском (шимбә), казахском (сенбі), аварском (щамат) и чувашском (Шӑматкун — «день шӑмат») языках.
В Римской империи этот день был посвящён Сатурну, отсюда происходит название этого дня в некоторых европейских языках. В Европе ассоциация дней семидневной недели с семью классическими планетами, восходит, возможно, к эллинистическому периоду. В Римской империи между I и III столетиями эта традиция укоренилась, постепенно заменив восьмидневную римскую неделю семидневной восточной. Ассоциация дней недели с соответствующим божеством является, таким образом, косвенной, дни названы по имени планет, которые были, в свою очередь, названы по имени божеств.
Таким образом, латинским именем для субботы было dies Saturni («День Сатурна»), которое вошло в древнеанглийский язык как Saeternesdaeg (в современном английском — Saturday). В германских диалектах Вестфалии, Нижней Саксонии, и в восточнофризском языке, где было сильным латинское влияние, суббота именуется Satertag, что также родственно голландскому Zaterdag.
В скандинавских странах суббота называется lördag, lørdag, или laurdag, имя происходит от староскандинавского слова laugr / laug — «купание», таким образом Lördag — двусоставное слово, означающее «банный день». Это название появилось из-за традиции мыться накануне воскресенья, которое после принятия христианства стало считаться праздничным днём.
Суббота официально именуется Samstag во всех немецкоговорящих странах: исключительно в этом варианте используется в Австрии, Лихтенштейне, в немецкоязычной части Швейцарии, в южной и западной Германии. Слово происходит от древневерхненемецкого sambaztac, непосредственно происходящего из греческого Σάββατο, в свою очередь вытекающего из еврейского שבת (Шаббат). Второе имя субботы в Германии — Sonnabend, которое происходит от древневерхненемецкого sunnunaband, и тесно связано с древнеанглийским sunnanæfen. Это слово буквально означает «Канун (дня) солнца (именуемого в английском sunday)», то есть, «День перед воскресеньем». Наименование Sonnabend используется в северной и восточной Германии, и даже являлось официальным названием субботы в ГДР.
В западнофризском языке есть также два слова для обозначения субботы: saterdei (день Сатурна) — на «лесном фризском» и sneon — на «глиноземельном фризском», второе получено из snjoen, слова составленного из древнефризского sunne — «солнце» и joen — «канун».
Кельтские языки также называют этот день в честь Сатурна: ирландский — Satharn или dia Sathuirn, шотландский гэльский язык — Disathairne, валлийский — dydd Sadwrn, бретонский — Sadorn или disadorn.
Основанное на китайском корейское слово для обозначения субботы 토요일 (то-йо-ил — «день земли») или, от присоединения китайского иероглифа 土 — «земля», но также весома отсылка к иероглифам 토성 (To-Sung 土星), что означает «Сатурн».
«Суббота» в буквальном переводе с японского, — «день земли».
В Индии суббота Шанивар, по имени Шани, ведийского бога, чьим проявлением является планета Сатурн. В Таиланде, суббота названа на языке пали (сани) и также означает Сатурн как планету.
На современном языке маори название субботы, «Рахорои», буквально означает «день стирки» — остаток эпохи английской колонизации, когда новообращённые христиане-маори выделяли в субботу время, чтобы постирать своё бельё и одежду для воскресного посещения церкви. Общее альтернативное имя у маори для именования субботы — «Хатареи».

## Место субботы в календаре
По традиции, унаследованной от иудаизма, суббота — последний день недели. Это соглашение остаётся стандартом в США и в Израиле, но в современной Европе многие люди рассматривают субботу как шестой (предпоследний) день недели, а воскресенье как последний. Современное европейское понимание закреплено в ISO 8601. По нецерковной традиции, суббота у славян также называлась «шесток» (шестой день).
Страны с сильными христианскими традициями продолжают рассматривать субботу как седьмой день недели. Это коррелирует с поздней античной традицией, в которой дни недели увязывались с семью классическими планетами (Солнце, Луна, Марс, Меркурий, Юпитер, Венера, Сатурн), и первый день недели был посвящён Солнцу как самому важному светилу, остальные дни посвящались светилам в порядке убывания их величины в представлении древних. Так, в греческом языке пятница буквально означает «приготовительный» день, подразумевая субботу как праздник — последний седьмой день недели, по описанию Евангелий и Дидахе.
Англоязычные квакеры традиционно именует субботу «Седьмым днём», чуждаясь языческого по происхождению названия Saturday.
В Непале суббота — последний день недели и единственный официальный еженедельный выходной.
Во всех арабских странах, где практикуется ислам, субботу, Sabt (от араб. "седьмой"), рассматривают как седьмой день недели.

## Религиозное соблюдение

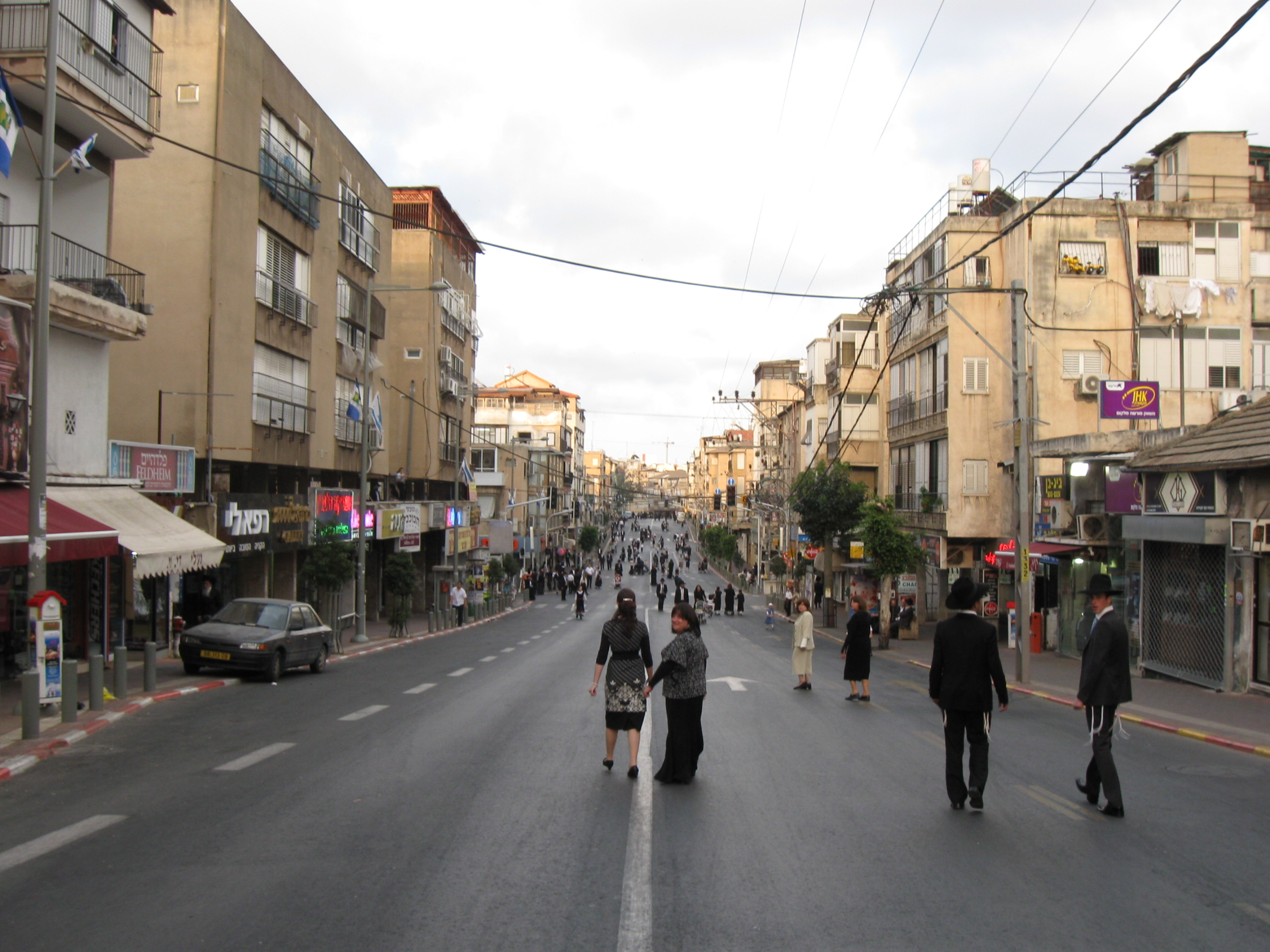
Суббота в Бней-Браке (Израиль), автодороги свободны, верующие направляются в синагогу

Впервые Библия об особом статусе «дня седьмого» упоминает во второй главе Книги Бытия, когда Бог благословил день субботний и освятил его (Быт. 2:3). В дальнейшем «седьмой день» был включён в число Десяти заповедей в качестве регулярного дня отдыха, посвящённого поклонению Богу, остальные шесть дней были заняты работой.

### Иудаизм
Согласно этому установлению, по иудейской традиции суббота — это шаббат, данный «сынам Израиля» в качестве заповеди. Для язычников, согласно Талмуду, трудам Маймонида и прочих толкователей Торы, если они не желали становиться иудеями, было достаточно соблюдения семи законов потомков Ноя, которые не включают заповедь о субботе как обязательную для исполнения. Для иудеев же еженедельный отдых в субботу — святая обязанность. По религиозной причине суббота является официальным днём отдыха в Израиле, когда все государственные учреждения и большинство предприятий, в том числе общественный транспорт, не работают. Еврейская суббота начинается с заката солнца в пятницу.

### Христианство

#### Православие
Православная церковь проводит различие между заповедью о субботе для евреев и «днём Господним» (воскресеньем) для христиан, по православным представлениям, «празднование воскресенья — это не перенос субботнего праздника, но самостоятельный праздник, не отменяющий собою чествование субботы». В Православии субботы посвящены «всем святым», а также являются днями для молитвы о мёртвых, поскольку в субботу тело Иисуса Христа находилось в гробнице, а Его дух — в «преиспо́дних местах земли». Октоих содержит гимны, согласно этим темам, устроенные по восьминедельному циклу, которые поют по субботам в течение года. Для православных верующих многодневные посты облегчаются в субботы, в которые допускается употребление растительного масла, иногда — рыбы.
Субботнее богослужение отличается как от вседневного и великопостного, так и от праздничного (в том числе и от воскресного):
1. в субботы на «Го́споди воззва́х…» поются 6 стихир святому только из Минеи, затем догматик уходящего гласа, так как в субботу происходит подобие[14] отдания очередного гласа;
2. «стихо́вны» — стихиры Октоиха «му́ченичны» (из стихир на «Го́споди воззва́х…», так как стиховны Октоиха в субботу заупокойные — «ме́ртвенные» или «поко́йные»);
3. в конце вечерни после тропаря рядовому святому в субботу поётся воскресный Богородичен отдаваемого гласа;
4. в субботней полунощнице 9-я кафизма (вместо 17-й), другие тропари и некоторые молитвы;
5. на утрене субботы поётся воскресный Богородичен по гласу тропаря рядового святого, стихословятся 16-я кафизма и 17-я (заупокойная), вместо очередных 19-й и 20-й кафизм, используется канон храма, а вместо заупокойных стиховных Октоиха поются предшествующие им «хвали́тные» стихиры;
6. на Литургии тропарь и кондак субботы (всем святым) отменяют пение тропаря и кондака храма святого. Прокимен, апостол и Евангелие полиелейному святому в субботу предшествуют дневным прокимену, апостолу и Евангелию.

Среди суббот выделяются:
- Мясопустная суббота — поминовение усопших, служится парастас;
- Суббота преподобных отце́в, в подвиге просиявших;
- Первая суббота Великого поста — память великомученика Феодора Тирона (накануне в пятницу освящается коливо);
- 2-я, 3-я и 4-я субботы Великого поста — дни, в которые по установлению Церкви повсеместно совершается поминовение усопших;
- Суббота Акафиста — суббота пятой седмицы Великого Поста;
- Лазарева суббота — суббота шестой седмицы Великого Поста накануне Вербного воскресенья;
- Великая суббота — суббота Страстной седмицы накануне Пасхи: воспоминание пребывания тела Иисуса Христа во гробе. В этот день попеременно с похвала́ми поются 176 стихов 17-й кафизмы, разделённые на три статии, и после великого славословия совершается крестный ход с плащаницей вокруг храма, читаются 15 паремий, вместо Аллилуиария «Воскресни́ Бо́же…» со стихами, чёрные облачения меняются на белые, Литургия Василия Великого, «Да молчи́т вся́кая плоть челове́ча…», Молитва о мире Иерусалима, Схождение Благодатного огня, чтение Деяний апостолов;
- В субботу Светлой седмицы раздробляется Артос и раздаётся прихожанам;
- 4-я суббота по Пасхе: память новомучеников российских, в Бутове пострадавших;
- Троицкая суббота — поминовение усопших;
- Суббота Пятидесятницы — отдание праздника Пятидесятницы;
- Суббота перед Воздвижением, ежегодно празднуемым 14 (27) сентября, а также Суббота по Воздвижении: в эти субботы на Литургии читаются особые апостольские и евангельские зачала;
- Покровская суббота — день поминовения усопших, родительская суббота перед днём Покрова, приходящимся на 1 (14) октября;
- Дмитриевская суббота — день всеобщего поминовения усопших, родительская суббота. Совершается ежегодно в субботу перед днём памяти великомученика Димитрия Солунского, приходящимся на 26 октября (8 ноября);
- Суббота перед Рождеством Христовым;
- Суббота по Рождестве Христовом;
- Суббота перед Богоявлением;
- Суббота по Просвещению.

В силу того, что традиционный богослужебный день начинается с вечера предыдущего дня, в современную календарно-астрономическую субботу совершается значительная, и наиболее отличительная, часть праздничного богослужения следующего за субботой воскресного дня: суббота, по сути, является подготовкой к воскресному торжеству.

#### Католицизм
Согласно концепции Католической церкви, воскресенье в христианской Церкви полностью заменило субботу в качестве «Дня Господнего».

#### Протестантизм
В протестантизме времён Реформации практиковался взгляд на воскресенье как на заповедь «христианской субботы». Подобное понимание характерно и в настоящее время для некоторых протестантских конфессий. Большинство же современных протестантов полагает, что библейская заповедь о субботе была «исполнена», то есть дополнена и расширена в Новом Завете, и сегодня относится не к одному, но ко всем дням недели, которые верующий святит (отделяет) для Господа.
Первые протестанты, соблюдающие субботу в качестве буквальной заповеди, появились в среде анабаптистов. В XVII веке возникли первые общины баптистов седьмого дня. В настоящее время крупнейшая протестантская конфессия, практикующая празднование субботы — адвентисты седьмого дня. Существуют также небольшие группы соблюдающих субботу пятидесятников (субботствующие пятидесятники). День соблюдается членами религиозной организации «Всемирная церковь Бога».
В России в конце XVIII века зародилось религиозное движение «субботников», отличительным характером которого было соблюдение субботы в качестве заповеди, основанной на текстах Библии. Факты, подтверждающие преемственную связь субботников с ересью жидовствующих XV—XVI вв., отсутствуют. На начальном этапе субботничество развивалось как радикально-антитринитарное движение. Субботники отвергали православное учение и культ, в основе их вероучения был Ветхий завет, в котором их привлекали запрет пожизненного рабства, мотивы обличения господствующих классов, а также идея единобожия (в противовес Троице) и отрицание «кумиров» (икон). Некоторые группы субботников считали Иисуса не Богом, а одним из пророков. В культе они стремились выполнять предписания Торы Израилю (обрезание, празднование субботы и иудейских праздников, пищевые и др. запреты и т. д.), что по форме сближало их с иудаизмом. Однако исповедуемое ими учение имело и свои специфические особенности.

## Культурные традиции субботы
Суббота — выходной день в большинстве стран мира (см. рабочая неделя).
В земледельческих культурах Европы суббота воспринималась как «банный день» накануне воскресного посещения церкви, что нашло своё отражение в поговорке: «Ходи в баню по субботам», то есть делай всё в своё время.
В фольклорных представлениях суббота была подходящим днём для охоты на вампиров, поскольку в этот день, по европейским поверьям, они отдыхали в своих гробах. На Балканах также верили, что человек, родившийся в субботу, обладал сверхъестественными способностями: мог толковать сны и видеть вампира, который был скрыт от взора остальных, и что такие люди были особенно склонны к тому, чтобы стать охотниками на вампиров. Соответственно, в этом контексте, людей, рождённых в субботу, называют «sabbatianoí» в греческом и «съботници» в болгарском.
Существовал обычай отдавать долги по субботам. В школах и семинариях царской России по субботам проводилась экзекуция (порка) провинившихся в течение недели учеников, которую называли субботками.

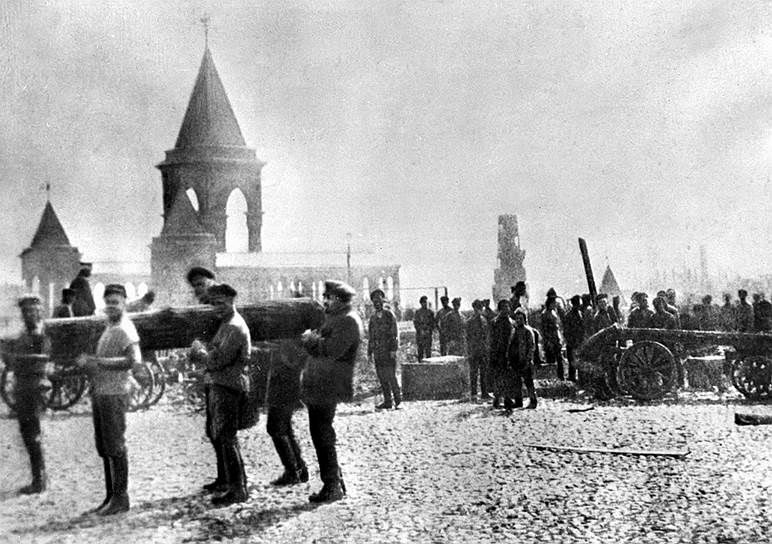
Всероссийский субботник в Кремле 1 мая 1920 года (с участием В. И. Ленина)

В РФ и в некоторых странах бывшего СССР с советских времён (с 10 мая 1919 года) существует традиция «субботников» — добровольного бесплатного общественно-полезного труда в свободное от работы время.
7 марта 1967 года ЦК КПСС, Совет Министров СССР и ВЦСПС приняли постановление «О переводе рабочих и служащих предприятий, учреждений и организаций на пятидневную рабочую неделю с двумя выходными днями». Суббота в СССР официально стала нерабочим днём.
Утренний субботний телеэфир в США посвящён детской аудитории, в это время на телеканалах идёт трансляция мультфильмов. Американские ночные клубы, бары и рестораны в субботу открываются позже, чем в другие дни. Выражение «ночь субботы» отразилось в названиях фильмов «Лихорадка субботнего вечера» (в котором показаны дискотеки Нью-Йорка) и «Субботний вечер на окраине города», а также в названии песен (см. ниже). Субботний вечер — популярное время для показа юмористических передач по телевидению. Например передача «Субботним вечером в прямом эфире», появляется на телеэкранах США почти каждую неделю с 1975 года. Эта практика отразилась в названии кинофильма о жизни комика — «Мистер субботний вечер». По субботам в полдень, как правило, проходят проверки системы оповещения, еженедельно или ежемесячно. Это событие обычно сопровождается ударом церковного колокола каждый час.
Австралийская Футбольная лига традиционно проводит финальную игру в последнюю субботу сентября. По субботам также происходит значительное большинство футбольных игр в Великобритании. Влияние протестантских религиозных традиций на футбол в Нидерландах отмечается в существовании «субботних клубов», членам которых не позволялось играть в футбол в воскресенье. В «воскресных клубах» и «клубах рабочего класса» играли католики и рабочие Нидерландов, которые должны были работать в субботу и поэтому имели возможность играть лишь по воскресным дням.
В Австралии и Новой Зеландии, а также в американском штате Луизиана, суббота — традиционный день выборов.
В Швеции, суббота обычно — единственный день недели, когда детям разрешают есть конфеты (lördagsgodis). Эта традиция была введена в 60-х годах XX века, чтобы ограничить распространение зубного кариеса.
Согласно тайскому солнечному календарю, с субботой связан фиолетовый цвет.

## События, связанные с субботой
- Чёрная суббота — день 7 февраля 2009 года, названный так по причине сильнейшего кустарникового пожара в австралийском штате Виктория, в результате которого погибли 174 человека. Это был самый большой пожар, зафиксированный в современной истории страны.

## Суббота в именах и названиях
- В средневековой Руси было весьма популярно мужское «мирское» имя Собота, Соботко или Суббота, которое давали мальчикам, рождённым в этот день, считающийся счастливым для появления на свет. В церковных святцах ему соответствовало одинаковое по значению имя Савватий[31].
- Суббо́тник — название синодика, поминальной книги, которая читалась в православных монастырях по субботам[27].
- «Суббота» — театр в Санкт-Петербурге, созданный в 1969 году по инициативе театральной группы молодёжи. В субботу 18 марта родственникам ими были показаны «Этюды по мотивам известным и неизвестным», этот день и был признан официальной датой основания коллектива[32].
- «Суббота, 13» — команда игр «Что? Где? Когда?» из Нью-Йорка, четырёхкратный чемпион США. Согласно официальной мифологии, была создана в 1999 году, в одну из суббот, выпадавших на 13-е число.
- Количество преступной деятельности, которая имеет место по субботам ночью, привело к сленговому прозвищу «Saturday night special» любого недорогого пистолета в США и Канаде.
- The Saturday Evening Post («Почта субботнего вечера») — название американского периодического журнала.
- Saturday (Fall Out Boy song) («Суббота») — песня из музыкального альбома «Take This to Your Grave» американской рок-группы «Fall Out Boy».
- Saturday («Суббота») — песня из музыкального альбома «Smart Casual» рок-группы из Кардиффа «Kids in Glass Houses».
- «The Saturdays» — британско-ирландская женская поп-группа.